# O Zahir
O Zahir é um livro de Paulo Coelho. Foi lançado primeiro no Irã para poder ser registrado como obra local daquele país para que possam ser processados aqueles que fizerem cópias ilegais do livro em língua persa. O Zahir teve o maior lançamento simultâneo em várias línguas de uma obra em língua portuguesa, 44 no total.
Para escrever O Zahir, Paulo Coelho passou uma temporada no Cazaquistão, país onde a obra se situa, chegando a participar de uma caça a raposa. O livro é altamente autobiográfico, embora seja uma obra de ficção.
Zahir é uma palavra árabe traduzida de acordo com a filosofia islâmica como um conceito daquilo que é visível, aparente e exotérico (que se manifesta de modo externo).

## Conceito de Zahir
O conceito do zahir para a filosofia islâmica está relacionado com a interpretação do Corão, livro sagrado para o povo muçulmano.
De acordo com a definição filosófica, zahir seria todo o comportamento e atitude exterior de um indivíduo, ou seja, aquilo que ele aparenta e o que as outras pessoas podem ver.
Em oposição ao zahir está o batin, “aquilo que está no interior” ou o “invisível”. Consiste nas intenções e pensamentos das pessoas que, segundo a filosofia islâmica, ficam guardadas nos corações dos indivíduos.
Para o sufismo (corrente mítica do islã), zahir seria o “mundo dos corpos”, enquanto batin seria relativo ao “mundo das almas”.
O pensamento filosófico do zahir é um princípio do al-Zahiriyya, uma escola teológico-jurídica islâmica.
A palavra zahir se popularizou no ocidente graças a Jorge Luís Borges que, em seu livro “El Aleph” (1949), conceituou o termo como “algo que uma vez tocado ou visto, jamais é esquecido — e vai ocupando nosso pensamento, até nos levar à loucura”.
Nalguns países, principalmente de origem árabe, Zahir ainda pode ser considerado um nome próprio, assim como outras variações, como Zaheer, Zaher, Daher, Dayer ou Dayher. 